# Jesper Tjäder
Nils Jesper Tjäder, född 22 maj 1994 i Östersund, är en svensk freestyleskidåkare som ingår i Sveriges slopestylelandslag. Han vann den totala världscupen i slopestyle säsongen 2013/14 och tävlade för Sverige vid Vinter-OS i Sotji där han slutade på 24:e plats.
Vid olympiska vinterspelen 2022 i Peking tog Tjäder brons i slopestyle.

## Sponsorer
Red Bull, Head Skis, GoPro, Sweet Protection, Dope Snow, Leki, Douchebags.

## Tävlingsresultat
2013
- 1:a Swedish Slopestyle Tour, Åre
- 1:a Swedish Slopestyle Tour, Vännäs
- 2:a Swedish Slopestyle Tour, totalt

2014
- 1:a Världscupen i slopestyle, totalt
- 1:a Världscuptävling i slopestyle, Silvaplana, Schweiz
- 1:a European Freeski Open, Slopestyle, Laax, Schweiz
- 1:a Frostgun Invitational, Big Air, Val d'Isère, Frankrike
- 2:a Jon Olsson Invitational, Big Air, Åre, Sverige
- 2:a Världscuptävling i slopestyle, Gstaad, Schweiz
- 2:a Världscuptävling i slopestyle, Breckenridge, Colorado, USA

2020
- 2.a Världskupstävling i slopestyle, Font-Romeu-Odeillo-Via, Frankrike

2022
- 3:a Olympiska spelen i slopestyle, Peking, Kina
- 3:a Världscuptävling i slopestyle, Tignes, Frankrike

2023
- 1:a X Games Ski Knuckle Huck, Aspen, Colorado[3]
- 1:a Red Bull Playstreets, Bad Gastein, Österrike
- 1:a Världscuptävling i slopestyle, Silvaplana, Schweiz
- 2:a Världscuptävling i slopestyle, Tignes, Frankrike

2024
- Nixon Golden Watch X Games Game of SLVSH, Aspen, Colorado
- 3:a  X Games  Ski Knuckle Huck, Aspen, Colorado
- 3:a Red Bull Unrailistic 2024, Åre

## Filmer
2013
- Supervention (Field Productions)